# Shuaijiao

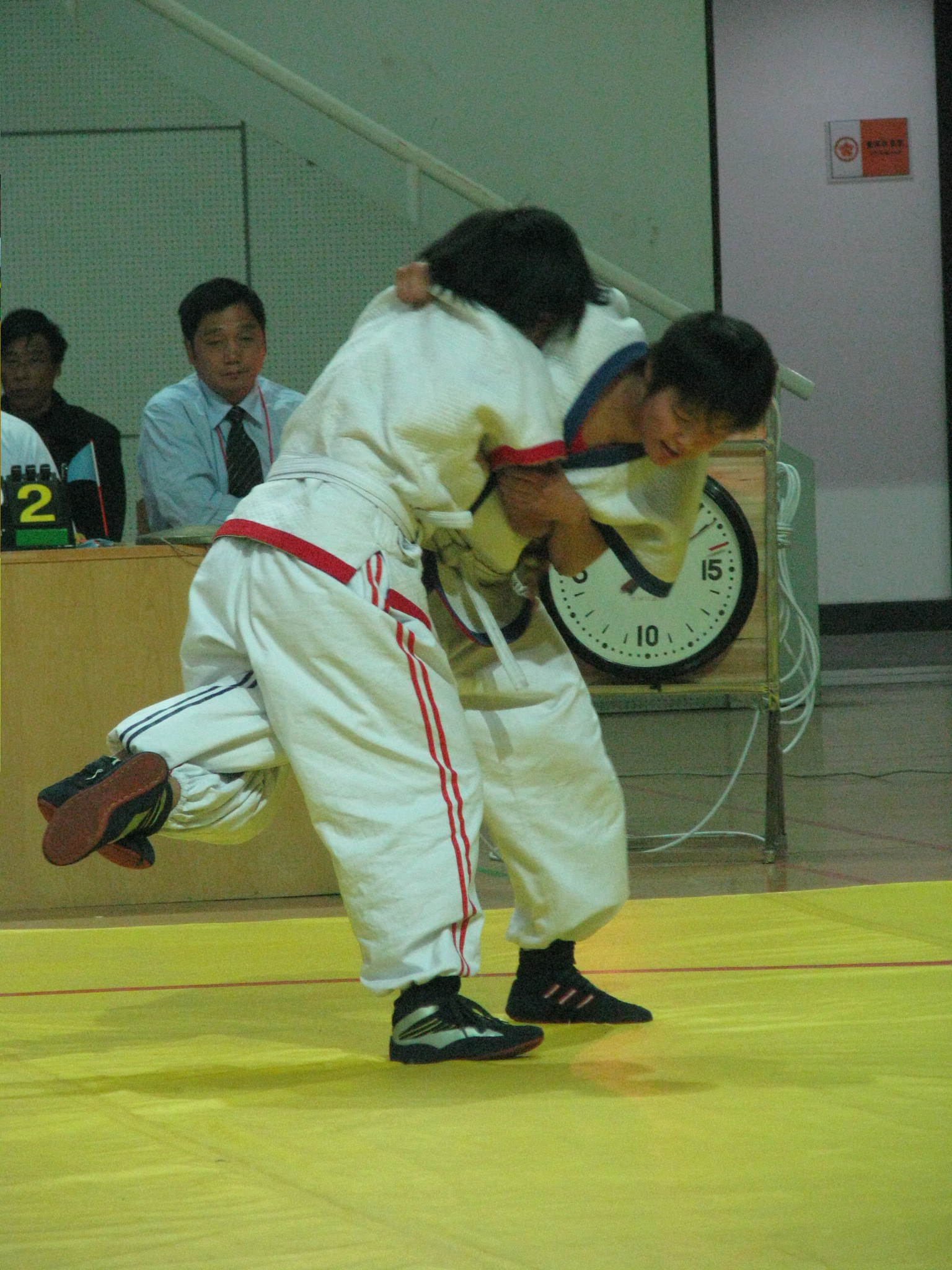
Shuaijiao-Turnier 2007

Shuaijiao (chinesisch 摔跤 oder 摔交, Pinyin shuāijiāo, W.-G. shuai-chiao) ist das moderne chinesische Wort für Ringen. Seine historischen Vorgänger waren „Jǐao Dǐ“ (角抵, wörtlich etwa „Hornstoßen“) und „Jiao li“ (角力). Gleichzeitig bezeichnet Shuaijiao bestimmte chinesische, mongolische und mandschurische Formen dieses Sports, die eine lange Geschichte aufweisen.
Auf der Liste des immateriellen Kulturerbes der Volksrepublik China stehen:
- Tianqiao shuaijiao 天桥摔跤, Stadtbezirk Xuanwu (Peking) (Nr. 793)
- Shalibo'ershi shuaijiao 沙力搏尔式摔跤, Linkes Alxa-Banner (Innere Mongolei) (Nr. 794)
- Manzu ergui shuaijiao 满族二贵摔跤 (ein Tanz der Mandschuren, ein Ringkampf mit einer Puppe), Kreis Longhua (Provinz Hebei) (Nr. 811)